# Asiatyphlopinae
Asiatyphlopinae – podrodzina węży z rodziny ślepuchowatych (Typhlopidae).

## Zasięg występowania
Podrodzina obejmuje gatunki występujące w południowo-wschodniej Europie, zachodniej i północno-wschodniej Afryce, Azji, Australii i Oceanii. 

## Podział systematyczny
Do podrodziny należą następujące rodzaje:
- Acutotyphlops
- Anilios
- Argyrophis
- Cyclotyphlops – jedynym przedstawicielem jest Cyclotyphlops deharvengi
- Indotyphlops
- Malayotyphlops
- Pseudoindotyphlops
- Ramphotyphlops
- Sundatyphlops – jedynym przedstawicielem jest Sundatyphlops polygrammicus
- Xerotyphlops